# Southwest Asia Service Medal
La Southwest Asia Service Medal (SASM ou SWASM - Médaille du service en Asie du Sud-Ouest) est une distinction militaire des forces armées américaines créée par décret (Ordre exécutif) du président George H.W. Bush le 12 mars 1991. Elle est destinée à récompenser les militaires qui ont participé à la guerre du golfe Persique et à la période qui a suivi. La médaille a été conçue par Nadine Russell de l'Institut d'héraldique de l'US Army,. Les couleurs du ruban sont le beige, qui représente le sable, et le noir, le blanc, le rouge, le bleu et le vert, qui symbolisent les couleurs des drapeaux nationaux des pays de la coalition.

## Histoire
Les personnes qui reçoivent la Southwest Asia Service Medal doivent avoir participé ou soutenu des opérations militaires en Asie du Sud-Ouest entre le 2 août 1990 et le 30 novembre 1995. Cette période d'inclusion comprend la participation aux opérations Bouclier du désert ou Tempête du désert:
- Irak
- Koweït
- Arabie Saoudite
- Oman
- Bahreïn
- Qatar
- Émirats arabes unis
- Golfe Persique
- Mer Rouge
- Golfe d'Oman
- Golfe d'Aden
- la partie de la mer d'Oman située au nord du 10e degré de latitude nord et à l'ouest du 68e degré de longitude est.

Les personnes ayant servi en Israël, en Égypte, en Turquie, en Syrie et en Jordanie (y compris l'espace aérien et les eaux territoriales) et ayant participé directement aux opérations de combat entre le 17 janvier 1991 et le 11 avril 1991 peuvent également prétendre à cette distinction.
Pour recevoir cette distinction, le militaire doit être : 
- attaché ou en service régulier pendant un ou plusieurs jours à une organisation participant à des opérations militaires terrestres ;
- attaché ou en service régulier pendant un ou plusieurs jours à bord d'un navire de guerre soutenant directement des opérations militaires ; participant effectivement en tant que membre d'équipage à un ou plusieurs vols aériens soutenant directement des opérations militaires dans les zones désignées ;
- ou en service temporaire pendant 30 jours consécutifs ou 60 jours non consécutifs, sauf si une dérogation est autorisée pour le personnel participant à des combats réels[4].

La Southwest Asia Service Medal n'est pas autorisée pour les militaires qui ont effectué un "service intérieur" pendant la guerre du golfe Persique, comme le personnel de soutien aux États-Unis. La médaille n'est pas non plus autorisée pour ceux qui ont soutenu la guerre du golfe Persique à partir de bases européennes ou du Pacifique.

### Refonte de 2016
En avril 2016, l'apparence de la suspension et du ruban de service de la SWASM a été légèrement modifiée par le département de la Défense des États-Unis (Department of Defense) par l'intermédiaire de l'Agence logistique de la défense (Defense Logistics Agency - DLA). La DLA a élargi les deux barres verticales vertes et la barre verticale noire au milieu par rapport à la version originale de 1991,,.

## Phases et insignes de campagne
Les phases de campagne approuvées et les dates d'inclusion respectives pour la Southwest Asia Service Medal (SWASM) sont les suivantes,:
| Campagne                                       | de              | à                |
| ---------------------------------------------- | --------------- | ---------------- |
| Défense de l'Arabie saoudite (DESERT SHIELD)   | 2 août 1990     | 16 janvier 1991  |
| Libération et défense du Koweït (DESERT STORM) | 17 janvier 1991 | 11 avril 1991    |
| Campagne de cessez-le-feu en Asie du Sud-Ouest | 12 avril 1991   | 30 novembre 1995 |
| Opération PROVIDE COMFORT                      | 1er juin 1992   | 30 novembre 1995 |

Le port des rubans suivants est autorisé pour la médaille de service de l'Asie du Sud-Ouest :
- Campaign stars (toutes les branches)
- Fleet Marine Force Combat Operation Insignia (Personnel de la marine affecté à une unité du corps des Marines au combat)

Exemples d'étoiles de campagne portées sur le ruban de la Southwest Asia Campaign service:
| Bronze star                             | Une des trois campagnes  |
| Bronze star · Bronze star               | Deux des trois campagnes |
| Bronze star · Bronze star · Bronze star | Les trois campagnes      |

Plusieurs opérations se sont déroulées dans les zones géographiques décrites ci-dessus entre le 12 avril 1991 et le 30 novembre 1995, notamment :
- l'opération Provide Comfort (1er juin 1992 - 30 novembre 1995),
- l'opération Southern Watch (27 août 1992 - 29 avril 2003),
- l'opération Vigilant Warrior (14 octobre 1994 - 21 décembre 1994),

mais ces opérations ont été couvertes par la troisième campagne, Southwest Asia Cease-Fire (cessez-le-feu en Asie du Sud-Ouest). Les services rendus dans le cadre d'opérations qui se sont prolongées au-delà de la date de la dernière campagne, le 30 novembre 1995, ont été reconnus par l'attribution de la Armed Forces Expeditionary Medal ou de la Armed Forces Service Medal.

## Source
- (en) Cet article est partiellement ou en totalité issu de l’article de Wikipédia en anglais intitulé « Southwest Asia Service Medal » (voir la liste des auteurs).